# Thou Fool
Thou Fool é um filme mudo britânico de 1928, do gênero drama, dirigido por Fred Paul, com roteiro baseado em romance de J. J. Bell.